# Cubaanse palmgierzwaluw
De Cubaanse palmgierzwaluw (Tachornis phoenicobia) is een vogel uit de familie Apodidae (gierzwaluwen).

## Verspreiding en leefgebied
Deze soort is endemisch op de Grote Antillen en telt twee ondersoorten:
- T. p. iradii: Cuba en Isla de la Juventud.
- T. p. phoenicobia: Jamaica en Hispaniola.